# Holocentropus stagnalis
Holocentropus stagnalis là một loài Trichoptera trong họ Polycentropodidae. Chúng phân bố ở miền Cổ bắc.